# James Andrew Korman

Korman, vor 1896

James Andrew Korman (* 8. Februar 1870 in Danvers, Massachusetts, USA; † 1946/1947) war ein US-amerikanischer Komponist der Chormusik.

## Leben
James Andrew Corman wurde 1870 als fünftes von mindestens sieben Kindern in Danvers/MA geboren. Sein Vater war ein Schuhmacher in Massachusetts, welcher mit seinen Eltern vor 1855 nach Boston einwanderte und 1868 eingebürgert wurde. Er wurde im August 1839 in Jöhlingen bei Karlsruhe als Philipp Jakob Chormann getauft. Seine Mutter Bridget (geb. McDonald) kam 1839 in Irland zu Welt und heiratete 1860 in Boston Philipp Korman.
James A. Korman ging in Danvers zur Schule und lebte als 30-Jähriger noch bei seinen Eltern in Salem (Massachusetts). Er wird im US Census 1900 dort als "musician" erwähnt. In Salem erschien 1896 auch eines seiner ersten Werke, ein Lied mit Klavierbegleitung: "How could you leave me? Song & Refrain", gewidmet Mr. Joseph Andrew mit einem Text von Monroe H. Rosenfeld.

## Werke (Auswahl)
- Lied
  - How could you leave me? (1896)[7]
- Chorwerke
  - Ave Maria. No. 3 (ca. 1932)
  - Christmas carol mass : Missa de nativitate Domini (1939)
  - Hodie Christus Natus Est (1939)[8]
  - Mass in honor of the Blessed Sacrament (1915)
  - Mass in F major in honor of St. Joan de Arc